# Epichoristodes incerta
Epichoristodes incerta es una especie de polilla del género Epichoristodes, tribu Archipini, familia Tortricidae. Fue descrita científicamente por Diakonoff en 1960.

## Distribución
La especie se distribuye por Madagascar.